# 楽天損害保険
楽天損害保険株式会社（らくてんそんがいほけん、英: Rakuten General Insurance Co., Ltd.）は、東京都に本社を置く日本の損害保険会社である。楽天グループ株式会社傘下の中間持株会社である楽天インシュアランスホールディングスの完全子会社。

## 概要
1951年2月に野村證券、東京生命保険、大和銀行（現・りそな銀行）、第一銀行（現・みずほ銀行）および綿紡10社そのほか財界人および有力各社の発起により、資本金5,000万円をもって設立登記。同年3月17日に火災、海上および運送保険の事業免許を受け、朝日火災海上保険株式会社として営業を開始した。
長らく、野村グループの傘下にあったが、2018年1月に楽天が朝日火災の株式公開買付け（TOB）による買収を発表。3月に楽天はTOBによって株式の99.3%を取得し、朝日火災は楽天の連結子会社となる。
2018年7月には、社名を楽天損害保険株式会社に変更し、また保険事業の中間持株会社である楽天インシュアランスホールディングスの完全子会社となった。

## 沿革
- 1951年
  - 2月28日 - 日本工業倶楽部で創立総会を開催、丸ノ内野村ビルディング6階に本社を置く[6]。
  - 3月17日 - 朝日火災海上保険株式会社として営業を開始[6]。
- 1952年3月 - 本社を千代田区神田鍛冶町2-10の上野ビルへ移転[6]。
- 1965年2月 - 興亜火災海上保険（現・損害保険ジャパン）鉄道保険部が取り扱ってきた保険業務を引き継ぐ[6]形で、国鉄（現・JRグループ）の福祉関連団体である鉄道弘済会の営業地盤を譲受。
- 2006年6月 - 本社を千代田区神田美土代町7の住友不動産神田ビルに移転[6]。
- 2011年5月 - 野村ホールディングスの連結子会社となる。
- 2018年
  - 3月30日 - 楽天の株式公開買付けにより同社の子会社となる。
  - 7月 - 社名を楽天損害保険株式会社に変更。楽天インシュアランスホールディングス株式会社の完全子会社となる。
- 2020年2月5日 - 本社を新宿イーストサイドスクエアに移転[7]。
- 2022年8月15日 - 本社を東京都港区南青山二丁目6番21号 楽天クリムゾンハウス青山に移転[8]。